# Anton Boys

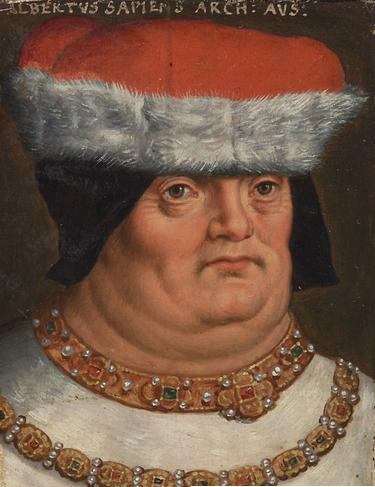
Alberto II de Austria por Anton Boys

Anton Boys llamado Anton Waiss, (entre 1530 y 1550 - después de 1593), fue un pintor, dibujante y grabador flamenco que después de estudiar en Amberes tuvo una carrera internacional, que le llevó a recorrer Italia, España, Praga, Innsbruck y Landshut.
Fue pintor de la corte del archiduque Fernando II de Austria, para quien realizó una serie de retratos contemporáneos e históricos de los miembros de la Casa imperial de los Habsburgo. Muchos de estos retratos se encuentran en la colección del Kunsthistorisches Museum. Boys fue también un importante testigo e ilustrador de eventos clave en la vida de los Habsburgo: realizó los grabados de un libro que describe las celebraciones con motivo de la concesión de la Orden del Toisón de Oro a los principales miembros de la corte imperial y creó una representación casi a tamaño natural de un banquete de bodas de una poderosa familia aristocrática al servicio de la familia imperial.

## Biografía
El artista nació en Amberes. La fecha de su nacimiento no se conoce y las estimaciones varían desde alrededor de 1530 hasta alrededor de 1550. Se convirtió en 1572 en maestro libre en el Gremio de San Lucas de Amberes.

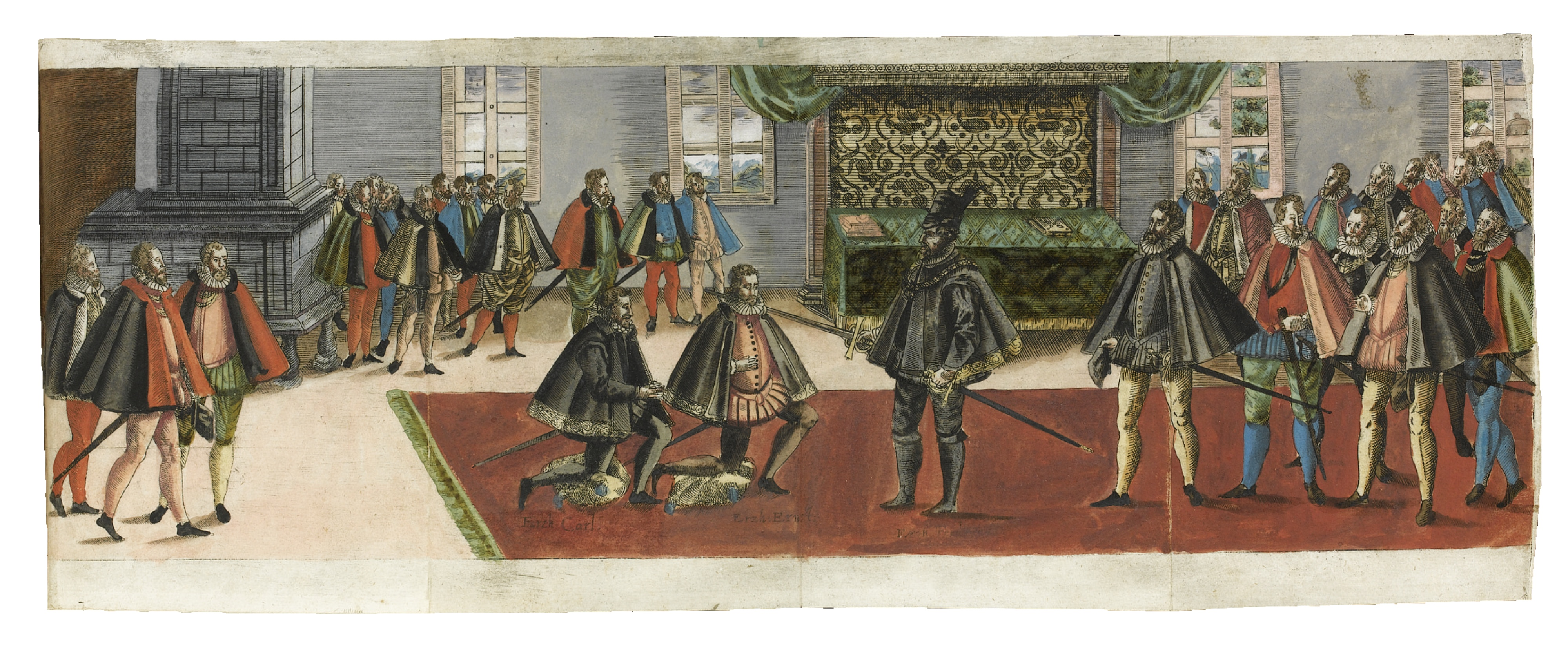
Grabado que representa la ceremonia de investidura de un caballero mediante un espaldarazo.

En el período de 1574 a 1576, se cree que viajó a Italia y España. Alrededor de 1575 el artista fue contratado por el conde Jakob Hannibal I von Hohenems como pintor de la corte. En el período de 1579 a 1593, el artista se registró como activo en Praga, Innsbruck y Landshut. Fue nombrado en 1579 pintor de la corte del archiduque Fernando II de Austria y al mismo tiempo recibió 320 florines por una de sus obras. Por esta época comenzó a usar la forma germanizada de su nombre 'Anthoni (Anton) Waiss'.
En 1580, Boys recibió una concesión de armas, que le confirió el derecho de portar un escudo de armas o una armadura. Se le menciona dos veces como pintor de la corte de Innsbruck (en 1584 y 1586). En particular, se registra que en 1584 recibió la gran suma de 1060 florines, lo que apunta a una actividad significativa del artista.

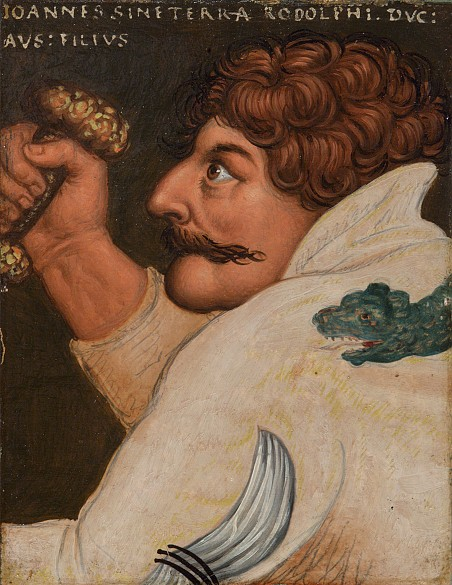
John el Parricida

Se casó en 1587 con Barbara Geiger de Innsbruck y estableció una fundación para los pobres en 1589 con una donación de 100 florines. Un registro de 1589 se refiere al deterioro de la salud de Anton Boys y la necesidad de encontrar un nuevo pintor para la corte.
No se sabe cuándo o dónde murió. Las estimaciones indican el tiempo de su fallecimiento entre 1593 y 1603.

## Obra

### Retratos
El papel de Anton Boys como pintor de la corte parece haber sido pintar retratos de miembros históricos y vivos de las ramas de la familia imperial y sus consortes. Muchos de estos retratos en miniatura se encuentran ahora en la colección del Kunsthistorisches Museum de Viena. Anton Boys trabajó por primera vez en una serie de Ahnenbilder (retratos de antepasados) para el conde Jakob Hannibal I. Sus retratos se hicieron a partir de originales antiguos, lo que explica el estilo bastante arcaico de estas obras. Más tarde hizo una serie similar de retratos de antepasados para el archiduque Fernando II.

### La descripción ordinaria
El libro se publicó en 1587 en Dilinga. El título completo es: Ordentliche Beschreibung mit was stattlichen Ceremonien und Zierlichheiten die Röm. Kay. May. unser aller gnedigster Herr sampt etlich andlern Erzherzogen, Fürsten und Herrn, den Orden dess Guldin Flüss in disem 85. Jahr zu Prag und Landshüt empfangen und angenommen: neben vorgehender Summarischer Außführung vnd Erinnerung, was von disem Orden, auch dessen vrsprung vnd bedeutung fürnemlich züwissen. Dabey dann auch ettliche zu diser Beschreibung dienstliche fine Figuren zu sehen. («Descripción ordenada de las ceremonias majestuosas y elegantes eventos con los que el Sacro Emperador Romano, nuestro Señor misericordioso, junto con varios otros Archiduques, Príncipes y Nobles, recibió y aceptó la Orden del Vellocino de Oro en el curso de este 85° año, en Praga y Landshut, (y) además de la explicación y el recuerdo anterior, lo que debe conocerse principalmente sobre los orígenes y el significado de esta Orden. Y también se pueden ver muchas figuras finas que son útiles para esta descripción»).

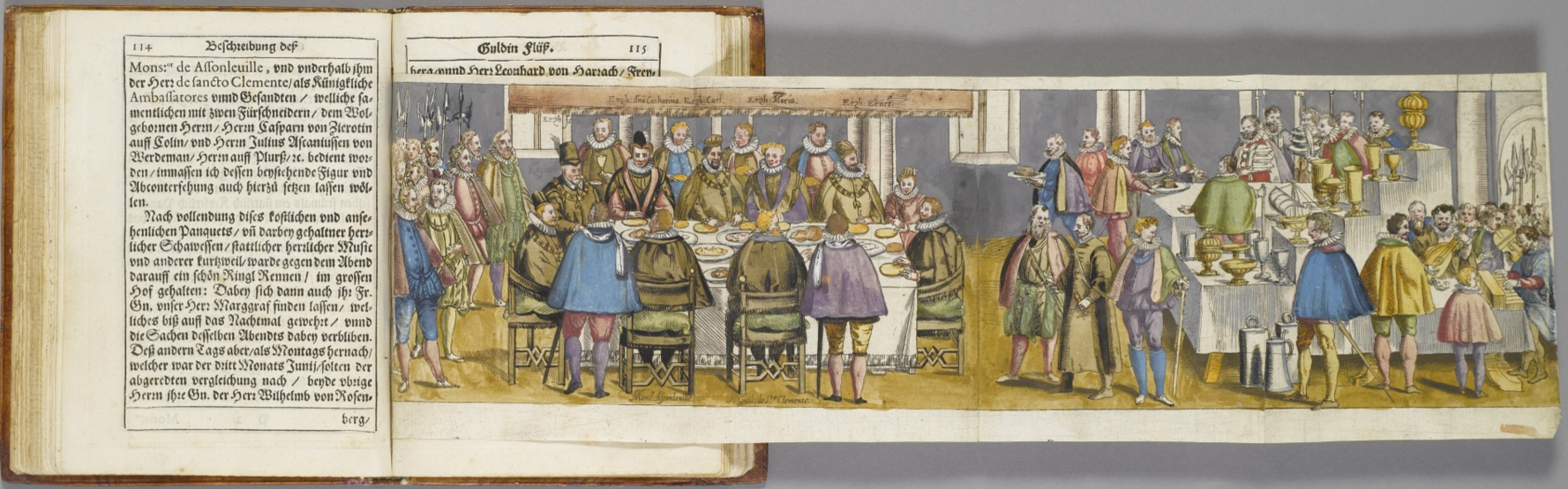
Banquete Imperial en Ordentliche Beschreibung

Fue escrito por Paul Zehendter von Zehendtgrueb, el secretario del archiduque Fernando de Austria. Proporciona una descripción detallada de las ceremonias y festividades celebradas en Praga y Landshut con motivo de la concesión de la Orden del Toisón de Oro al emperador Rodolfo II del Sacro Imperio Romano Germánico, los archiduques Carlos II de Estiria y Ernesto de Austria, y algunos otros príncipes y nobles.
Para la ceremonia de concesión de la Orden, todo la corte realizó un viaje desde Innsbruck a Praga y Landshut hasta Múnich y de regreso. El libro no describe únicamente cada parada del viaje, sino también a todos los miembros de la gran comitiva, incluidos el autor Zehendter von Zehendtgrueb y el artista Anton Boys. Anton Boys fue el encargado de ilustrar el volumen con láminas plegables de las ceremonias. Estas láminas plegables muestran batallas de caballería, ceremonias rituales, celebraciones de misas, procesiones, banquetes, decoraciones de mesa, práctica de armas de fuego y fuegos artificiales. En algunas copias, estas láminas están coloreadas. Anton Boys también hizo las láminas de una sola página que representan las insignias de la orden, un caballero de la Orden del Toisón de Oro con muchos adornos y una serie de escudos de armas. De las copias conocidas de este libro, algunas contienen hasta 17 láminas. Una copia en el Ornamentstichsammlung de Berlín está incompleta y tiene 12 láminas. Se sabe que existen muy pocas copias del libro.

### El banquete de la familia Hohenems
En 1578, el conde Jakob Hannibal I von Hohenems encargó a Anton Boys que pintara el llamado Banquete de la familia Hohenems (conocido en alemán como Hohenemser Festtafel). La ocasión del banquete fue la boda de la duquesa Margaretha von Hohenems con Fortunat Freiherr zu Madruz (Fortunato Madruzzo). Aunque la pintura pretende representar una cena histórica, incluye a miembros de varias generaciones de la familia, algunos de los cuales ya habían fallecido en el momento de la boda. Su significado y propósito, por lo tanto, se extienden más allá de la representación de un acontecimiento real. Más bien, la disposición de las figuras alrededor de la mesa y la iconografía de los gestos revelan un mensaje político y dinástico y muestran el éxito de la familia Hohenems, que incluía muchas personalidades destacadas.

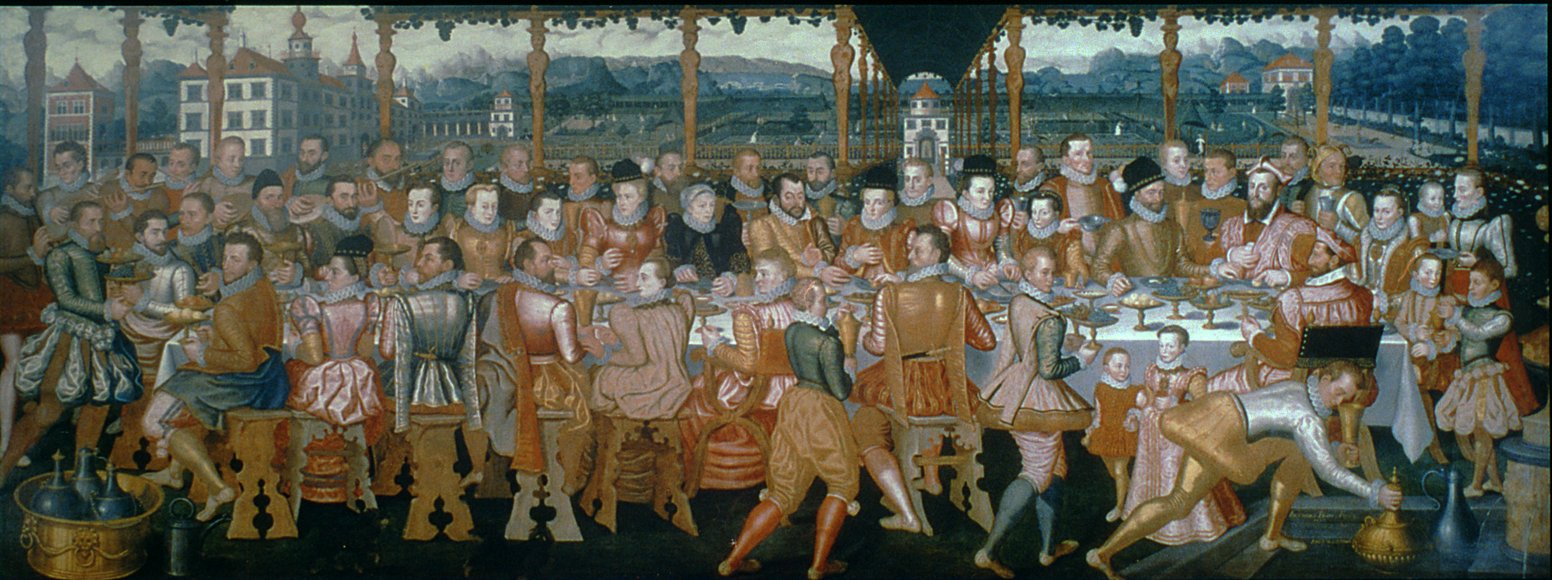
El banquete de la familia Hohenems

El conde Jakob Hannibal era descendiente de una familia muy poderosa y su madre Clara (o Chiara) de Medici era hermana del papa Pío IV. El conde mismo era un importante líder militar, que estaba al servicio de los Habsburgo y también era el jefe del ejército de los Estados Pontificios.
El banquete de la familia Hohenems muestra a todos los miembros importantes de la familia del anfitrión y algunos de sus amigos sentados en una mesa festiva, que se coloca en el parque de un palacio renacentista. Un total de 24 personas están sentadas en la mesa del banquete, no todas han sido identificadas. En el fondo, un paisaje de montaña idealizado es visible. La pintura es de gran tamaño, con 210 cm de altura y 542 cm de ancho. Este tamaño permitió al artista representar a los asistentes al banquete a la mitad de su tamaño real. Las personas que se sientan en la primera fila de la mesa tienen sus cabezas giradas hacia los lados para que puedan ser reconocidas por su perfil.
El conde, vestido con un sombrero negro, se sienta en el lado derecho de la mesa frente al espectador. A su izquierda está su hermano Mark Sittich, un poderoso cardenal en Roma y el obispo de Constanza. Hortensia Borromea, la esposa del conde Jakob Hannibal, está representada en el lado izquierdo de Mark Sittich. Frente a ellos está el primo del conde, el cardenal Carlos Borromeo, una figura destacada de la Contrarreforma que luego fue beatificado por la Iglesia católica. Carlos Borromeo también era el medio hermano de la esposa del conde. Se puede apreciar como el conde acaba de ofrecerle a su hermano Mark Sittich una fruta pequeña y redonda, que su hermano aceptó y que está sujeta en la mesa con su dedo índice izquierdo. El gesto muestra la estrecha relación entre los hermanos. Otra escena íntima se desarrolla en el centro de la mesa donde están sentados los novios: el novio Fortunat Freiherr zu Madruz ha perforado con la punta de su cuchillo una pera que su novia Margaretha von Hohenems (la hermana del anfitrión) conserva con la mano en su plato.
La madre del conde Clara de Medici se encuentra en el centro de la imagen con un vestido negro de luto, aparentemente llorando su propia muerte ya que ella ya había muerto en el momento en que se llevó a cabo el banquete nupcial. Además de los invitados, la pintura también muestra a los sirvientes, músicos e incluso el bufón de la corte que se en el extremo derecho de la mesa con una gorra amarilla y sosteniendo una copa. La pintura representa el final de la comida, ya que la mesa está llena de cuencos elevados llenos de fruta, fruta confitada y productos de confitería. En primer plano, el sumiller está ocupado llenando los vasos de plata dorada, protegidos por una tapa. Los coperos posteriormente llevan las copas a los invitados que las han solicitado.
La pintura constituye un documento importante sobre la familia del conde, que desempeñó un papel muy influyente en la Europa central. También proporciona algunas ideas sobre diversos aspectos de la cultura de ese momento. Por ejemplo, únicamente se ve a una persona usando un tenedor en la mesa, una indicación de que el uso de los cubiertos no estaba muy extendido en ese tiempo.